# Caroline Victoria
 (novembre 2021).
Caroline Victoria est une actrice française.
Principalement présente au théâtre, elle travaille également pour la radio et pratique régulièrement le doublage. Elle est, entre autres, la voix française régulière d'Anne Hathaway, Amy Adams, Claire Danes et d'Anna Paquin ainsi qu'une voix récurrente de Katie Holmes et Alexandra Daddario.

## Biographie
Elle a joué dans différents spectacles - classiques et modernes - à Paris et en tournée.
Elle a interprété le rôle de Sophie Pelissier dans Le Repas des fauves, mis en scène par Julien Sibre et ce depuis octobre 2010. Ce spectacle a reçu 3 Molières en 2011 (Meilleur spectacle, meilleure mise en scène et meilleure adaptation) et a été joué à Paris au Théâtre Michel de 2010 à 2012, et au Théâtre du Palais Royal en 2013. Il est repris dans une nouvelle version en 2023, toute la saison, au Théâtre Hébertot, et partira en tournée en janvier 2025.

## Théâtre
Sources : RS Doublage
- 2009 - 2013 Le Repas des fauves, mise en scène Julien Sibre au Théâtre du palais royal
- 2009 : Belle(s) Famille(s), d'Alain Cauchi et mise en scène d'Éric Civanyan. Comédie Bastille
- 2008 : Beaucoup de bruit pour rien, de William Shakespeare et mise en scène de Philippe Person. Théâtre du Lucernaire
- 2007 : La Pèlerine écossaise, de Sacha Guitry et mise en scène de Philippe Person. Théâtre du Lucernaire
- 2007 : On purge bébé de Georges Feydeau, mise en scène Guillaume Bouchède
- 2004 : Danger public, mise en scène de Thierry Der'Ven. Nouvel Essaïon. Reprise au Théâtre du Lucernaire
- 2004 : Un fil à la patte, mise en scène de Guillaume Bouchede et F. Savignat
- 2004 : Le Paradis sur terre, mise en scène de Jean-Claude Drouot. Paroles d'acteurs 2004 - Adami. Théâtre du Rond Point
- 2003 : La Chanson de septembre, mise en scène de Anne Coutureau. Théâtre 13, 20e théâtre
- 2003 : Hamlet, mise en scène de Jean-Luc Jeener. Théâtre du Nord-Ouest
- 2002 : Polyeucte, de Pierre Corneille et mise en scène de Jean-Luc Jeener
- 2001 : Les Derniers Hommes, mise en scène de Delphin
- 2000 : Fantasio, d’Alfred de Musset et mise en scène de Delphin. Théâtre du Nord Ouest
- 2000 : Le Square, mise en scène de Luc Meyer. Théâtre de l'Ile St Louis
- 2000 : Agnès, mise en scène de Delphin. Théâtre du Nord Ouest
- 1999 : La Thébaïde, de Jean Racine et mise en scène de Delphin. Théâtre du Nord Ouest
- 1998 : Les Trois Sœurs, de Tchekhov et mise en scène de Anne Coutureau. Théâtre du Nord Ouest
- 1998 : L'Âne et le ruisseau, mise en scène de Marc Seclin. Théâtre de l'étincelle, Festival d'Avignon
- 1997 : La Grotte, mise en scène d'Yvan Garouel. Théâtre du Lucernaire

## Filmographie
- Kaamelott : Tegeirian, paysanne courtisée par le roi Arthur (Arthur in Love, L’Enragé)
- Ceux qui aiment ne meurent jamais de Christophe Malavoy.

## Doublage

### Cinéma

#### Films
- Anne Hathaway dans (25 films) :
  - Ella au pays enchanté (2004) : Ella de Frell
  - Le Diable s'habille en Prada (2006) : Andy Sachs
  - Rachel se marie (2008) : Kym Buchman
  - Max la Menace (2008) : l'agent 99
  - Max la Menace : Bruce et Lloyd se déchaînent (2008) : l'agent 99 (caméo)
  - Meilleures Ennemies (2009) : Emma Allen
  - Alice au pays des merveilles (2010) : Mirana de Marmoreal (alias la Reine blanche)
  - Valentine's Day (2010) : Liz
  - Love, et autres drogues (2010) : Maggie Murdock
  - Un jour (2011) : Emma
  - The Dark Knight Rises (2012) : Selina Kyle / Catwoman
  - Les Misérables (2013) : Fantine
  - Interstellar (2014) : Amelia Brand
  - Le Nouveau Stagiaire (2015) : Jules Ostin
  - Alice de l'autre côté du miroir (2016) : la reine Blanche
  - Colossal (2017) : Gloria
  - Ocean's 8 (2018) : Daphne Kluger
  - Serenity (2019) : Karen Zariakas
  - Le Coup du siècle (2019) : Josephine Chesterfield
  - Sa dernière volonté (2020) : Elena McMahon
  - Sacrées Sorcières (2020) : la grandissime sorcière
  - Locked Down (2021) : Linda
  - Eileen (2023) : Rebecca
  - L'Idée d'être avec toi (2024) : Solène Marchand
  - Mothers' Instinct (2024) : Céline

- Amy Adams dans (11 films) :
  - Psycho Beach Party (2000) : Marvel Ann
  - Donne-moi ta main (2010) : Anna Brady
  - Fighter (2010) : Charlene Fleming
  - Sur la route (2012) : Jane
  - Une nouvelle chance (2012) : Mickey Lobel
  - Man of Steel (2013) : Lois Lane
  - American Bluff (2013) : Sydney Prosser
  - Big Eyes (2015) : Margaret Keane
  - Batman v Superman : L'Aube de la justice (2016) : Lois Lane
  - Justice League (2017) : Lois Lane
  - Zack Snyder's Justice League (2021) : Lois Lane

- Katie Holmes dans (7 films) :
  - Ice Storm (1997) : Libbets Casey
  - Intuitions (2000) : Jessica King
  - Phone Game (2002) : Pamela McFadden
  - Pieces of April (2003) : April Burns
  - Des étoiles plein les yeux (2004) : Samantha Mackenzie
  - Un flic pour cible (2011) : Kerry White
  - The Boy : La Malédiction de Brahms (2020) : Liza

- Claire Danes dans (6 films) :
  - Roméo + Juliette (1996) : Juliette
  - Bangkok, aller simple (1999): Alice Marano
  - Igby (2002) : Sookie Sapperstein
  - Esprit de famille (2005) : Julie Morton
  - Evening (2007) : Ann Grant
  - Brigsby Bear (2017) : Emily

- Anna Paquin dans (6 films) :
  - X-Men (2000) : Mary / Malicia
  - X-Men 2 (2003) : Mary / Malicia
  - Les Berkman se séparent (2005) : Lili
  - X-Men : L'Affrontement final (2006) : Mary / Malicia
  - Les Meilleurs Amis : Lila
  - X-Men: Days of Future Past (2015) : Mary / Malicia  (version longue)

- Alexandra Daddario dans : 
  - Bon à tirer (BAT) (2011) : Paige
  - Texas Chainsaw 3D (2013) : Heather Miller
  - San Andreas (2015) : Blake

- Zhang Ziyi dans :
  - Mémoires d'une geisha (2005) : Chiyo / Sayuri
  - Les Cavaliers de l'Apocalypse (2009) : Kristen

- Carmen Ejogo dans : 
  - Escrocs (2001) : Amber Belhaven
  - Away We Go (2009) : Grace de Tessant

- Kate Katzman dans :
  - Arnaque à Hollywood (2020) : Megan Albert
  - Jeu de survie (2021) : Violet

- 1961[3] : Snow White and the Three Stooges : Blanche-Neige (Carol Heiss)
- 1997 : Anaconda, le prédateur : Denise Kalberg (Kari Wuhrer)
- 1997 : Ennemis rapprochés : ? (?)
- 1998 : The Gingerbread Man : Betty la babysitter (Lori Beth Sikes)
- 1999 : Jakob le menteur : Rosa (Nina Siemaszko)
- 2000 : The Skulls : Société secrète : Chloe Whitfield (Leslie Bibb)
- 2000 : Quills, la plume et le sang : Simone (Amelia Warner)
- 2000 : Eh mec ! Elle est où ma caisse ? : Wilma (Marla Sokoloff)
- 2000 : Un été sur Terre : Samantha Cavanaugh (Leelee Sobieski)
- 2000 : Ce que veulent les femmes : Erin (Judy Greer)
- 2000 : Le Grinch : Christina Walterberry (Lacey Kohl)
- 2002 : From Hell : Ann Crook (Joanna Page)
- 2002 : Star Wars, épisode II : L'Attaque des clones : Dormé (Rose Byrne) et Beru Lars (Bonnie Piesse)
- 2002 : Nicholas Nickleby : Kate Nickleby (Romola Garai)
- 2003 : Rendez-vous avec une star : Rosalee Futch (Kate Bosworth)
- 2004 : Le Jour d'après : Laura Chapman (Emmy Rossum)
- 2005 : In Her Shoes : Lopey (Jill Saunders)
- 2006 : Eragon : Arya (Sienna Guillory)
- 2006 : Sexy Movie : Andy (Sophie Monk)
- 2007 : Sunshine : le vaisseau Icarus II (Chipo Chung) (voix)
- 2008 : La Vague : Lisa (Cristina do Rego)
- 2008 : Super blonde : Joanne (Rumer Willis)
- 2008 : Au bout de la nuit : Grace Garcia (Martha Higareda)
- 2009 : Vendredi 13 : Bree (Julianna Guill)
- 2009 : Halloween 2 : Mya Rockwell (Brea Grant)
- 2009 : Hanté par ses ex : Kiki (Noa Tishby)
- 2011 : Black Swan : voix additionnelle
- 2011 : Échange Standard : Sabrina McArdle (Olivia Wilde)
- 2011 : Big Mamma : De père en fils : Haley (Jessica Lucas)
- 2011 : Le Mytho : Palmer (Brooklyn Decker)
- 2013 : 47 rōnin : Mika Asano (Kō Shibasaki)
- 2014 : Godzilla : ? (?)
- 2014 : Up and Down : Kathy (Tuppence Middleton)
- 2015 : X-Men: Days of Future Past : une hôtesse de l'air qui parle à Mystique [Qui ?]
- 2015 : The Invitation : Gina (Michelle Krusiec)
- 2015 : La Nuit au musée : Le Secret des Pharaons : Alice Eve (Alice Eve) (caméo)
- 2015 : Jupiter : Le Destin de l'univers : l'infirmière Schultz (Bryonny Hannah)
- 2017 : Transformers: The Last Knight : Quintessa (Gemma Chan) (voix)
- 2019 : Avengers: Endgame : ? (?)
- 2019 : Rocketman : Renate (Celinde Schoenmaker)
- 2019 : Froide Vengeance : Simone / Jennifer (Karolina Wydra)
- 2020 : Et encore un joyeux Noël ! (pt) : Laura (Elisa Pinheiro (pt))
- 2020 : Wonder Woman 1984 : la jeune femme interpellant Asteria à la fin (Victoria Broom)
- 2020 : Desperados : ? (?)
- 2021 : L'Intrusion : Joanne (Sarah Minnich)
- 2022 : L'Amour en laisse : ? (?)
- 2022 : Le Festival des troubadours (tr) : Dilek Hemşire (Burcu Cavrar)
- 2022 : Blonde : Mlle Flynn (Sara Paxton)
- 2023 : Les Gardiens de la Galaxie Vol. 3 : Mainframe (Tara Strong)
- 2023 : Un homme d'action : Anne (Liah O'Prey)
- 2024 : Comme un lundi : Takako Kimoto (Harumi Shuhama)
- 2024 : Gladiator 2 : ? (?)
- 2024 : La Chambre d'à côté : ? (?)

#### Films d'animation
- 2011 : Milo sur Mars : Ki
- 2014 : Clochette et la Créature légendaire : Chase
- 2015 : Hôtel Transylvanie 2 : voix additionnelles
- 2022 : L'Enfant du mois de Kamiari : Yayoi Hayama
- 2022 : Bubble : Makoto
- 2025 : Elio : l'ambassadrice Questa[4],[n 1]

### Télévision

#### Téléfilms
- Rachael Leigh Cook dans :
  - Maman 2.0 (2016) : Maya Sulliway
  - Recherche fiancé pour Noël (2021) : Merry Griffin

- 2007 : Enterre mon cœur à Wounded Knee : Elaine Goodale (Anna Paquin)
- 2015 : Embarquement immédiat pour Noël : Courtney Carson (Trilby Glover (en))
- 2017 : Amoureux malgré eux ! : Angela (Fiona Vroom)
- 2019 : Le charme de Noël : Chelsea (Vanessa Lengies)
- 2019 : Noël sous le signe du destin : Elizabeth [Qui ?]

#### Séries télévisées
- Claire Danes dans (4 séries) :
  - Homeland (2011-2020) : Carrie Mathison (96 épisodes)
  - Master of None (2015) : Nina (saison 1, épisode 5)
  - The Essex Serpent (2022) : Cora Seaborne (mini-série)
  - Anatomie d'un divorce (2022) : Rachel Fleishman (mini-série)

- Vanessa Lengies dans 
  - Hawthorne : Infirmière en chef (2009-2011) : Kelly Epson (29 épisodes)
  - Glee (2011-2015) : Sugar Motta (26 épisodes)
  - Frankenstein Code (2016) : Alexa (11 épisodes)

- Anne Hathaway dans :
  - Modern Love (2019) : Lexi (saison 1, épisode 3)
  - Solos (2021) : Leah (épisode 1)
  - WeCrashed (2022) : Rebekah Neumann (mini-série)

- Busy Philipps dans :
  - Dawson (2001-2003) : Audrey Liddell (46 épisodes)
  - Terminator : Les Chroniques de Sarah Connor (2008-2009) : Kacy Corbin (5 épisodes)

- Madeline Zima dans :
  - Californication (2007-2011) : Mia Lewis (28 épisodes)
  - Twin Peaks (2017) : Tracey Barberato (saison 3, épisodes 1 et 2)

- Claire Skinner (en) dans :
  - Raison et Sentiments (2008) : Fanny Dashwood (mini-série)
  - Burn Up (en) (2008) : Clare McConnell (mini-série)

- Katherine Cunningham dans :
  - Mind Games (2014) : Beth Scott (9 épisodes)
  - Condor (2018-2020) : Kathy Hale (8 épisodes)

- Rebecca Breeds dans :  
  - The Originals (2015-2016) : Aurora De Martel (14 épisodes)
  - Legacies (2021-2022) : Aurora De Martel / Hope Mikaelson (10 épisodes)

- Mia Kirshner dans :
  - Star Trek: Discovery (2017-2019) : Amanda Grayson (8 épisodes)
  - Star Trek: Strange New Worlds (2023) : Amanda Grayson (saison 2, épisode 5)

- Oka Giner dans :  
  - Au nom de la vengeance (2021) : Juana Charité (18 épisodes)
  - Sous la braise (2022) : Leonora Robledo (39 épisodes)

- 2002 : À la Maison-Blanche : Cathy (Amy Adams) (saison 4, épisode 1)
- 2002-2005 : Mes plus belles années : Meg Pryor (Brittany Snow)
- 2006-2010 : Heroes : Charlene « Charlie » Andrews (Jayma Mays) (6 épisodes)
- 2006-2011 : Big Love : Heather Tuttle (Tina Majorino) (26 épisodes)
- 2007 : The Black Donnellys : Jenny Reilly (Olivia Wilde)
- 2008 : Stargate Atlantis : Nancy Sheppard (Kari Wuhrer) (saison 4, épisode 15)
- 2008-2009 : Eli Stone : Maggie Dekker (Julie Gonzalo)
- 2011-2012 : Pan Am : Amanda Mason (Ashley Greene)
- 2011-2013 : How I Met Your Mother : Naomi, la « citrouille dévergondée » (Katie Holmes) (saison 7, épisode 8)
- 2012 : Gossip Girl : Sage Spence (Sofia Black-D'Elia) (saison 6)
- 2013 : Drop Dead Diva : Violet (Meredith Monroe) (saison 5, épisode 9)
- 2014 : New Girl : Michelle (Alexandra Daddario) (saison 3, épisode 20 et saison 4, épisode 7)
- 2014 : Fargo : Kitty Nygaard (Rachel Blanchard) (saison 1)
- 2015-2022 : Grace et Frankie : Erica (Brittany Ishibashi) (7 épisodes)
- 2016 : Reine du Sud : Kim Brown (Blair Bomar) (saison 1)
- 2016-2017 : Conviction : Tess Larson (Emily Kinney)
- 2017 : Big Little Lies : Mme Barnes (Virginia Kull (en)) (saison 1)
- 2017 : Sneaky Pete : Karolina (Karolina Wydra) (saison 1)
- 2018 : Les Désastreuses Aventures des orphelins Baudelaire : Olivia Caliban (Sara Rue) (saison 2)
- 2018-2019 : SEAL Team : Victoria Seaver (Samantha Sloyan) (saison 2)
- depuis 2018 : 9-1-1 : Taylor Kelly (Megan West)
- 2019 : Watchmen : Miss Crookshanks (Sara Vickers (en))
- 2019 : Cloak and Dagger : Avandalia « Lia » Dewan (Dilshad Vadsaria)
- depuis 2019 : For All Mankind : Karen Baldwin (Shantel VanSanten)
- 2020 : This Is Us : Lizzy (Sophia Bush) (saison 4, épisode 10)
- 2020 : Legends of Tomorrow : Jeannie Hill (Haley Strode (en)) (saison 5, épisode 3)
- 2021 : Clickbait : Sarah Oxley (Taylor Ferguson) (mini-série)
- 2021-2023 : The Resident : Dr Kincaid « Cade » Sullivan (Kaley Ronayne) (23 épisodes)
- 2022 : Inventing Anna : Rachel (Katie Lowes) (mini-série)
- 2022 : The Man Who Fell to Earth : Lisa Dominguez (Joana Ribeiro) (8 épisodes)
- 2022 : Obi-Wan Kenobi : Beru Lars (Bonnie Piesse) (mini-série)
- 2022 : American Gigolo : Maryanne Henderson (Melora Walters)
- 2022 : Après le verdict : Les jurés mènent l'enquête (en) : Clara (Michelle Davidson (en))
- 2022 : La Disparue de Lørenskog : la fille (Helene Bjørneby) (mini-série)
- 2022-2025 : Bosch: Legacy : Susan Saldaño (Olivia Sandoval (en)) (3 épisodes s)
- 2023 : Faux-semblants : ? (?) (mini-série)
- 2023 : The Buccaneers : Patricia St. George (Christina Hendricks)
- 2024 : Asaf (tr) : Sema (Burçin Terzioğlu (tr))
- 2024 : Doctor Odyssey : Kacey (Michelle Meredith) (saison 1, épisode 7)
- 2025 : Zero Day : Anna Sindler (Hannah Gross) (mini-série)
- 2025 : Reacher : ? (?) (saison 3)
- 2025 : The Pitt : Lynette Wheeler (Marguerite Moreau)

#### Séries d'animation
- 2001-2006 : La Ligue des justiciers : Supergirl
- 2005 : Basilisk : Hotarubi
- 2009-2011 : Super Hero Squad : Miss Hulk
- 2020 : Bugs ! Une production Looney Tunes : Claudette
- 2022 : Kung Fu Panda : Le Chevalier Dragon : Zhen
- 2023 : Strange Planet (en) : la génitrice
- 2024 : Le Deuxième Meilleur Hôpital de la Galaxie : Ponko
- 2024 : Rising Impact : ?
- 2024 : Dandadan :  Hana (version ADN)

### Jeux vidéo
- 2013 : Dishonored : Les Sorcières de Brigmore : Lizzy Stride[n 2]
- 2013 : Disney Infinity : Elsa
- 2015 : Fallout 4 - Automatron : Jezebel
- 2015 : Everybody's Gone to the Rapture : Lizzie
- 2016 : Civilization VI : Conseillère[n 2]
- 2016 : Final Fantasy XV : voix additionnelles[n 2]
- 2016 : No Man's Sky : Assistant Personnel
- 2017 : Gwent: The Witcher Card Game : Ida Emean Aep Sivney
- 2017 : Assassin's Creed Origins : Tuaa[n 2]
- 2017 : La Terre du Milieu : L'Ombre de la guerre : voix additionnelles[n 2]
- 2017 : Mass Effect: Andromeda : voix additionnelles[n 2]
- 2020 : Watch Dogs: Legion : Harriet et voix additionnelles[n 2]
- 2020 : Assassin's Creed Valhalla : Wulfhilda
- 2023 : Final Fantasy XVI : ?
- 2025 : Mafia: The Old Country : Valentina Trapani